# Campeonato Mundial de Ciclismo en Pista de 1967
El LXIV Campeonato Mundial de Ciclismo en Pista se celebró en Ámsterdam (Países Bajos) entre el 22 y el 27 de agosto de 1967 bajo la organización de la Unión Ciclista Internacional (UCI) y la Federación Neerlandesa de Ciclismo.
Las competiciones se realizaron en la pista del Estadio Olímpico de la capital neerlandesa. En total se disputaron 11 pruebas, 10 masculinas (3 profesionales y 6 amateur) y 2 femeninas.

## Medallistas

### Masculino profesional
| Evento                 | Oro                         | Plata                      | Bronce                     |
| ---------------------- | --------------------------- | -------------------------- | -------------------------- |
| Velocidad individual   | Patrick Sercu · Bélgica     | Giuseppe Beghetto · Italia | Angelo Damiano · Italia    |
| Persecución individual | Tiemen Groen · Países Bajos | Hugh Porter Reino Unido    | Leandro Faggin · Italia    |
| Medio fondo            | Leo Proost · Bélgica        | Romain De Loof · Bélgica   | Domenico De Lillo · Italia |

### Masculinoamateur
| Evento                  | Oro                                                                 | Plata                                                                          | Bronce                                                          |
| ----------------------- | ------------------------------------------------------------------- | ------------------------------------------------------------------------------ | --------------------------------------------------------------- |
| Velocidad individual    | Daniel Morelon Francia                                              | Pierre Trentin Francia                                                         | Luigi Borghetti · Italia                                        |
| Persecución individual  | Gert Bongers · Países Bajos                                         | Mogens Jensen Dinamarca                                                        | Jiří Daler Checoslovaquia                                       |
| Persecución por equipos | URSS Stanislav Moskvin Mijail Koliushev Viktor Bykov Dzintars Lācis | Italia · Cipriano Chemello · Antonio Castello · Luigi Roncaglia · Gino Pancino | RFA Karl-Heinz Henrichs Rainer Podlesch Jürgen Kißner Karl Link |
| 1 km contrarreloj       | Niels Fredborg Dinamarca                                            | Wacław Latocha · Polonia                                                       | Roger Gibbon Trinidad y Tobago                                  |
| Medio fondo             | Piet de Wit · Países Bajos                                          | Mijail Markov URSS                                                             | Andries Helsloot · Países Bajos                                 |
| Tándem                  | Italia · Bruno Gonzato · Dino Verzini                               | Francia Pierre Trentin Daniel Morelon                                          | Bélgica · Daniel Goens · Robert Van Lancker                     |

### Femenino
| Evento                 | Oro                    | Plata                  | Bronce                   |
| ---------------------- | ---------------------- | ---------------------- | ------------------------ |
| Velocidad individual   | Valentina Savina URSS  | Irina Kirichenko URSS  | Galina Yermolayeva URSS  |
| Persecución individual | Tamara Garkushina URSS | Raisa Obodovskaya URSS | Beryl Burton Reino Unido |

## Medallero
| Núm. | País              | Oro | Plata | Bronce | Total |
| ---- | ----------------- | --- | ----- | ------ | ----- |
| 1    | URSS              | 3   | 3     | 1      | 7     |
| 2    | Países Bajos      | 3   | 0     | 1      | 4     |
| 3    | Bélgica           | 2   | 1     | 1      | 4     |
| 4    | Italia            | 1   | 2     | 4      | 7     |
| 5    | Francia           | 1   | 2     | 0      | 3     |
| 6    | Dinamarca         | 1   | 1     | 0      | 2     |
| 7    | Reino Unido       | 0   | 1     | 1      | 2     |
| 8    | Polonia           | 0   | 1     | 0      | 1     |
| 9    | Checoslovaquia    | 0   | 0     | 1      | 1     |
| 9    | RFA               | 0   | 0     | 1      | 1     |
| 9    | Trinidad y Tobago | 0   | 0     | 1      | 1     |
|      | TOTAL             | 11  | 11    | 11     | 33    |